# Crepidium hippocrepiformis
Crepidium hippocrepiformis là một loài thực vật có hoa trong họ Lan. Loài này được (J.J.Wood) Marg. & Szlach. mô tả khoa học đầu tiên năm 2001.